# Banjo Story
Banjo Story —en español: «La Historia del Banjo»— es el primer demo del músico y compositor estadounidense Beck que se remonta a 1988 y se considera su primer lanzamiento. 
Como dice el título, el álbum presenta de manera prominente el banjo. La mayoría de las canciones del álbum son canciones de blues, con acompañamiento de banjo. Se sabe poco sobre esta demo, aparte del hecho de que se hizo en 1988. El casete tiene 9 pistas en total, y las otras 3 pistas («My Head Is Gonna Break In Two», «Atmospheric Recordings», «Hell») se agregaron después que algunos fans piratearon el casete en un CD-R.

## Lista de canciones

#### CD-R
| N.º | Título                          | Duración |  |
| 1.  | «Banjo»                         | 2:38     |  |
| 2.  | «Going Nowhere Fast»            | 3:25     |  |
| 3.  | «Detonate»                      | 4:25     |  |
| 4.  | «RTD»                           | 2:42     |  |
| 5.  | «My Head Is Gonna Break In Two» | 0:50     |  |
| 6.  | «Atmospheric Recordings»        | 0:43     |  |
| 7.  | «Burn»                          | 4:15     |  |
| 8.  | «Farmboy Breakdown»             | 2:51     |  |
| 9.  | «Bottle of Wine»                | 2:22     |  |
| 10. | «Olde English»                  | 2:58     |  |
| 11. | «Woe»                           | 2:03     |  |
| 12. | «Hell»                          | 0:16     |  |

#### Casete
| Lado 1 |                      |          |  |
| N.º    | Título               | Duración |  |
| 1.     | «Banjo»              | 2:38     |  |
| 2.     | «Going Nowhere Fast» | 3:25     |  |
| 3.     | «Detonate»           | 4:25     |  |
| 4.     | «RTD»                | 2:42     |  |

| Lado 2 |                     |          |  |
| N.º    | Título              | Duración |  |
| 1.     | «Burn»              | 4:28     |  |
| 2.     | «Farmboy Breakdown» | 2:57     |  |
| 3.     | «Bottle of Wine»    | 2:31     |  |
| 4.     | «Olde English»      | 3:05     |  |
| 5.     | «Woe»               | 2:08     |  |
| 31:04  |                     |          |  |